# Megascelus nigrovillosus
Megascelus nigrovillosus är en tvåvingeart som beskrevs av Artiguas 1970. Megascelus nigrovillosus ingår i släktet Megascelus och familjen Mydidae. Inga underarter finns listade i Catalogue of Life.